# Angry Birds 2
Angry Birds 2 (anteriormente llamado Angry Birds Under Pigstruction) es la secuela del juego Angry Birds. El juego fue lanzado el 31 de julio de 2015 para Android y iOS. Posteriormente fue lanzado para Microsoft Windows en Microsoft Store.

## Personajes

### Aves
- Red (rojo): es un cardenal rojo. Tiene el poder en la versión original de que al hacer click en la pantalla suelta un pequeño sonido y se hace más fuerte. Puede dañar cristal, madera, piedra y objetos pequeños y es el líder del grupo. En Red Mighty Feathers, tiene un poder especial de ir directamente a un punto para derrumbarlo. Sin embargo, en Angry Birds 2, tiene el poder de derrumbar estructuras con su grito de guerra.
- Chuck (amarillo): es un canario veloz del sur de Australia, segundo al mando, mejor amigo de Red y hermano mayor de Silver. Su poder es que incrementa su velocidad de disparo al tocar la pantalla.
- Jay, Jake y Jim (azules): son azulejos niños, siendo los más jóvenes del grupo y su poder es dividirse en tres.
- Bomb (negro): es un cuervo, artillero del equipo y experto en combate. Explota cuando se le ordena o a los tres segundos de entrar en contacto con alguna estructura o cerdo. Es más fuerte contra cualquier elemento, especialmente piedra.
- Matilda (blanca) es una gallina, lanza un proyectil con forma de huevo. Después de disparar, la pájara sale despedida hacia arriba y adelante, su proyectil penetra por igual cualquier elemento, es la novia de Terence.
- Terence (rojo): es un cardenal fuerte y robusto, es el hermano mayor de Red y novio de Matilda. A diferencia de su hermano menor, es considerablemente pesado siendo el 3.º más fuerte y poderoso del grupo (después de Mighty Eagle y Bomb), provocando importantes daños al chocar. Causa el mayor daño a todos los enemigos.
- Mighty Eagle (Águila Poderosa) es el más poderoso del grupo, se usa para pasar niveles que se hayan complicado demasiado. En vez de lanzar un ave, se lanza una lata de sardinas que se puede conseguir a través del recolector de tarjetas.  Después de unos segundos de lanzarla, aparece una cara de temor en los cerdos y una gran sombra negra, destruyendo cualquier aspecto del escenario.
- Silver: Esta nueva ave es una halcón gris. Su poder es de dar una vuelta en el aire y arrasar con todo hasta derrumbar la estructura y es la hermana de Chuck.

Hay también pájaros extra. Antes se desbloqueaban si recolectabas 60.000 plumas o esperabas 6 días, pero ahora se liberan de jaulas con llaves de pájaro adicionales.
- Stella (rosa): es una cacatúa Galah cuyo poder es inflar burbujas que pueden atrapar objetos o cerdos. Al igual que Bomb, su poder se activa al tocar la pantalla o después de 3 segundos.
- Hal (verde): es un tucán que puede volver dando una vuelta de bumerán.
- Bubbles (naranja): es un turpial naranja, que puede inflarse al tocar la pantalla o después de 3 segundos. Puede usarse con facilidad entre dos estructuras porque al inflarse puede derribarlas.
- Leonard (cerdo verde con barba): es el único cerdo de la bandada, que puede disparar tres mocos desde su nariz apuntando a cualquier dirección. Si toca una estructura, se convierte automáticamente en moco.
- Melody (beige): es una gallina, que se desbloquea al conseguir la llave del reto del día. Inhala objetos cercanos y los escupe.

### Cerdos
- Rey Cerdo: es el rey y el más fuerte de los cerdos, aparece como jefe.
- Bigotes: el cerdo con bigote, aparece también como jefe.
- Chef Cerdo: aparece como jefe.
- Cerditos Esbirros: Son los encargados de la construcción de las estructuras y los esbirros del Rey Cerdo. Algunos de ellos adquirieron habilidades para huir de los pájaros, entre ellas inflar globos, teletransportarse, lanzar bolas de nieve, etc.

## Episodios
| #  | Episodio          | Paquete            | Fecha de publicación  | Notas                                                                                         | Niveles |
| -- | ----------------- | ------------------ | --------------------- | --------------------------------------------------------------------------------------------- | ------- |
| 1  | Meseta de Cobalto | Colinas Plumosas   | 30 de julio de 2015   | Aparece Red, Chuck, Los Blues, Golden Duck Spell y Frost Spell                                | 15      |
| 2  | Porcimburgo       | Nueva Cerdiña      | 30 de julio de 2015   | Aparece Matilda, Silver, Arena (torneos), Hot Chili Spell, Pig Inflator Spell, y ventiladores | 20      |
| 3  | Bosque de Bambú   | Bosque Ovofrondoso | 30 de julio de 2015   | Aparece Bomb, Terence y portales                                                              | 25      |
| 4  | Meseta de Cobalto | Valle del Gorjeo   | 30 de julio de 2015   | Aparece Mighty Eagle y Stella                                                                 | 30      |
| 5  | Porcimburgo       | Shangrilga         | 30 de julio de 2015   | Aparece Hal                                                                                   | 30      |
| 6  | Bosque de Bambú   | Ciénaga Grasienta  | 30 de julio de 2015   | Aparece Bubbles                                                                               | 30      |
| 7  | Meseta de Cobalto | Villa Verdor       | 30 de julio de 2015   | Aparece Leonard                                                                               | 30      |
| 8  | Porcimburgo       | Escalopeburgo      | 30 de julio de 2015   | N/A                                                                                           | 30      |
| 9  | Bosque de Bambú   | Lodazal Nublado    | 30 de julio de 2015   | N/A                                                                                           | 30      |
| 10 | Porcimburgo       | Cerdilandia        | 26 de agosto de 2015  | Trampolines                                                                                   | 40      |
| 11 | Bosque de Bambú   | Villa Mocosa       | 16 de octubre de 2015 | Río de baba                                                                                   | 40      |